# (7726) Olegbykov
(7726) Olegbykov est un astéroïde de la ceinture principale.

## Description
(7726) Olegbykov est un astéroïde de la ceinture principale. Il fut découvert le 27 août 1974 à Nauchnyj par Lioudmila Tchernykh. Il présente une orbite caractérisée par un demi-grand axe de 2,25 UA, une excentricité de 0,18 et une inclinaison de 5,9° par rapport à l'écliptique.

## Compléments